# Pero behrensaria
Pero behrensaria là một loài bướm đêm trong họ Geometridae.